# Hoshi Sato
Hoshi Sato és un personatge fictici de l'univers Star Trek interpretat per Linda Park a la sèrie Star Trek: Enterprise.
Sato és l'oficial de comunicacions a bord de la nau estel·lar Enterprise (NX-01), i també un lingüista que parla més de quaranta idiomes, inclosa al Klingon. És una expert en el funcionament del traductor universal, un instrument que tradueix a temps real moltes llengües i capacitada per aprendre de noves.
Sato és la primera personatge japonesa en les sèries Star Trek des de Hikaru Sulu de la sèrie original, tot i que l'actriu és coreana.